# Отбідо-Василівська волость
Отбідо-Василівська волость — історична адміністративно-територіальна одиниця Херсонського повіту Херсонської губернії.
Станом на 1886 рік складалася з 16 поселень, 18 сільських громад. Населення — 8582 особи (4318 чоловічої статі та 4264 — жіночої), 829 дворових господарств.
|                     | Площа, дес. | У тому числі орної, дес. |
| ------------------- | ----------- | ------------------------ |
| Сільських громад    | 18972       | 8631                     |
| Приватної власності | 61763       | 12010                    |
| Казенної власності  | 4709        | 800                      |
| Іншої власності     | 240         | 240                      |
| Загалом             | 85684       | 21681                    |

Найбільші поселення волості:
- Отбідо-Василівка — село при річці Інгулець за 60 верст від повітового міста, 469 осіб, 89 дворів, православна церква, лавка. За 12 верст — трактир. За 16 верст — трактир. За 17 верст — православна церква.
- Бобровий Кут — колонія німців та євреїв, 206 осіб, 40 дворів, лютеранська молитовний будинок, єврейський молитовний будинок, школа, 2 лавки.
- Велика Сейдеминуха — колонія німців та євреїв при річці Інгулець, 2197 осіб, 141 дворів, лютеранська молитовний будинок, єврейський молитовний будинок, школа, лавка.
- Галаганівка — село при річці Інгулець, 395 осіб, 65 дворів, 2 лавки.
- Євгенівка — село при річці Інгулець, 376 осіб, 62 двори, лавка.
- Єлизаветівка (Тарасова) — село при річці Інгулець, 423 осіб, 64 двори, 2 лавки, поромна переправа через річку Інгулець.
- Іванівка (Кепене) — село при річці Інгулець, 322 особи, 50 дворів, 2 лавки.
- Мала Сейдеминуха — колонія євреїв при річці Інгулець, 520 осіб, 33 двори, єврейський молитовний будинок, лавка, винний склад.
- Павлівка (Снігурівський район) — село при річці Інгулець, 494 особи, 82 двори, лавка.
- Юр'ївка (Георгіївка) — село при річці Інгулець, 87 осіб, 13 дворів, камера мирового судді.